# Robot đại chiến
Robot đại chiến (tựa gốc tiếng Anh: Transformers) là một phim hành động khoa học viễn tưởng của Mỹ năm 2007 dựa trên dòng đồ chơi cùng tên của Hasbro. Đây là phần đầu tiên trong loạt phim người đóng Transformers. Bộ phim được đạo diễn bởi Michael Bay từ kịch bản của Roberto Orci và Alex Kurtzman. Phim có sự tham gia của Shia LaBeouf trong vai Sam Witwicky, một thiếu niên bị cuốn vào cuộc chiến giữa phe Autobot anh hùng và phe phản diện Decepticon, hai phe người máy ngoài hành tinh có thể ngụy trang bằng cách biến thành máy móc hàng ngày, chủ yếu là xe cộ. Autobots có ý định lấy và sử dụng AllSpark, một cổ vật mạnh mẽ đã tạo ra chủng tộc người máy của họ trên Trái đất, để xây dựng lại hành tinh quê hương Cybertron và kết thúc chiến tranh, trong khi Decepticons có ý định sử dụng nó để xây dựng quân đội bằng cách ban sự sống cho các cỗ máy của Trái đất. Tyrese Gibson, Josh Duhamel, Anthony Anderson, Megan Fox, Rachael Taylor, John Turturro và Jon Voight cũng đóng vai chính, trong khi Peter Cullen và Hugo Weaving lần lượt lồng tiếng cho Optimus Prime và Megatron. Bộ phim cũng đánh dấu sự xuất hiện cuối cùng của Bernie Mac trước khi ông qua đời vào năm 2008.
Don Murphy ban đầu quan tâm đến việc phát triển một phim về G.I. Joe, nhưng sau đó quyết định phát triển một phim Transformers sau khi Hoa Kỳ tham chiến với Iraq năm 2003. Murphy và Tom DeSanto đã phát triển dự án vào năm 2003, và DeSanto đã viết nghiên cứu. Steven Spielberg tham gia với tư cách là nhà sản xuất điều hành vào năm sau, thuê Roberto Orci và Alex Kurtzman viết kịch bản. Quân đội Hoa Kỳ và General Motors đã cho mượn phương tiện và máy bay trong quá trình quay phim, giúp tiết kiệm tiền sản xuất và tăng thêm tính chân thực cho các cảnh chiến đấu. Chiến dịch quảng cáo của Hasbro cho bộ phim bao gồm các giao dịch với nhiều công ty khác nhau; quảng cáo bao gồm chiến dịch tiếp thị lan truyền, phối hợp phát hành truyện tranh tiền truyện, đồ chơi và sách, cũng như các giao dịch đặt sản phẩm với các công ty như General Motors, Burger King, và eBay.
Transformers được công chiếu lần đầu vào ngày 10 tháng 6 năm 2007 tại N Seoul Tower ở Seoul, và được phát hành vào ngày 3 tháng 7 tại Hoa Kỳ, bởi Paramount Pictures. Bộ phim đã trở thành phim có doanh thu cao thứ năm năm 2007, thu về hơn 709 triệu đô la trên toàn thế giới, với ước tính khoảng 46 triệu vé đã được bán tại Hoa Kỳ. Phim nhận được nhiều đánh giá trái chiều từ các nhà phê bình, những người khen ngợi bộ phim về các phân cảnh hành động, hiệu ứng hình ảnh, thiết kế âm thanh, diễn xuất của LaBeouf và Peter Cullen trong vai Optimus Prime, nhưng lại chỉ trích thời lượng chiếu của một số nhân vật và cách sử dụng vị trí sản phẩm. Bộ phim đã giành được bốn giải thưởng từ Hiệp hội hiệu ứng hình ảnh và được đề cử cho Hòa âm xuất sắc nhất, Biên tập âm thanh xuất sắc nhất, và Hiệu ứng hình ảnh xuất sắc nhất tại Giải Oscar lần thứ 80.
Bộ phim được theo sau bởi sáu bộ phim khác: Revenge of the Fallen (2009), Dark of the Moon (2011), Age of Extinction (2014), The Last Knight (2017), Bumblebee (2018) và Rise of the Beasts (2023).

## Nội dung
Hành tinh Cybertron đã bị tiêu diệt bởi nội chiến giữa hai phe phái Transformer, phe Autobot dẫn đầu bởi Optimus Prime và phe Decepticon dẫn đầu bởi Megatron, cho AllSpark, một vật thể giống như khối lập phương là nguồn gốc của mọi sự sống Cybertronian. Autobots muốn tìm AllSpark để họ có thể sử dụng nó để xây dựng lại Cybertron và kết thúc chiến tranh, trong khi Decepticons muốn sử dụng nó để đánh bại Autobots và chinh phục vũ trụ. Megatron đã tìm thấy AllSpark trên Trái Đất, nhưng đã hạ cánh ở Vòng Bắc Cực và bị đóng băng trong băng. Thuyền trưởng Archibald Witwicky và nhóm thám hiểm của anh ấy tình cờ gặp Megatron vào năm 1897. Thuyền trưởng Witwicky vô tình kích hoạt hệ thống định vị của Megatron, khiến kính đeo mắt của anh ấy bị in tọa độ vị trí của AllSpark. Sector 7, một tổ chức bí mật của chính phủ Hoa Kỳ, phát hiện ra AllSpark ở sông Colorado và xây dựng đập Hoover xung quanh nó để che giấu lượng khí thải năng lượng của nó. Megatron vẫn còn đông lạnh được chuyển vào cơ sở này và được thiết kế ngược để thúc đẩy công nghệ của con người.
Ngày nay, các Decepticon—Blackout, Scorponok, Frenzy, Barricade, Starscream, Bonecrusher và Brawl—đã hạ cánh xuống Trái đất và cải trang thành các phương tiện của Trái đất. Blackout và Scorponok tấn công căn cứ quân sự SOCCENT của Mỹ ở Qatar và cố xâm nhập vào mạng quân sự Mỹ để tìm vị trí của Megatron và AllSpark. Nhiệm vụ của họ bị cản trở khi nhân viên cơ sở cắt đứt kết nối cáp mạng. Trong khi Blackout phá hủy phần còn lại của căn cứ, Scorponok đuổi theo một nhóm nhỏ những người sống sót có bằng chứng chụp ảnh về người máy, nhưng cuối cùng hắn ta đã bị đẩy lùi. Trong trận chiến này, quân đội phát hiện ra vũ khí hiệu quả duy nhất của họ để chống lại áo giáp của Transformers là những viên đạn sabot có nhiệt độ cao. Sau thất bại của Blackout, Frenzy thâm nhập vào Air Force One để cố gắng xâm nhập lại vào mạng quân sự, và làm như vậy đã tạo ra virus. Hắn ta tìm thấy bản đồ được in trên kính của Thuyền trưởng Witwicky, người mà hậu duệ của ông, Sam Witwicky, định bán trên eBay. Frenzy và Barricade bắt đầu theo dõi vị trí của Sam.
Một trong các Autobot, Bumblebee, cũng ở trên Trái đất, cải trang thành một chiếc Chevrolet Camaro 1976, và được Sam mua khi đang mua chiếc ô tô đầu tiên của mình. Bumblebee giúp anh ấy tán tỉnh người mình thích, Mikaela Banes. Bumblebee rời đi vào ban đêm để truyền tín hiệu về nhà cho các Autobot còn lại và Sam nhìn thấy anh ta ở chế độ người máy. Barricade đối mặt với Sam và yêu cầu cặp kính của Archibald, nhưng Bumblebee đã giải cứu anh ta và Mikaela. Sau khi Bumblebee nâng cấp hình thức phương tiện của mình bằng cách quét một chiếc Chevrolet Camaro 2007, họ rời đi để đến điểm hẹn với các thành viên còn lại của nhóm Autobot: Optimus Prime, Jazz, Ironhide, và Ratchet—những người đã hạ cánh xuống Trái đất và mang cả hình dạng của các phương tiện trên Trái đất. Sam, Mikaela và các Autobots trở về nhà của Sam và lấy chiếc kính. Ngay sau đó, các đặc vụ từ Khu vực 7 đến để bắt Sam và Mikaela, đồng thời họ bắt được Bumblebee.
Frenzy, cải trang thành điện thoại di động, bí mật đi cùng nhóm đến đập Hoover và thả Megatron. Định vị được AllSpark, Frenzy gửi một cảnh báo đến các Decepticon khác. Sam thuyết phục các đặc vụ của Khu vực 7 thả Bumblebee để anh ta có thể lấy AllSpark cho Optimus Prime. Virus của Frenzy đã làm ngừng hoạt động liên lạc của chính phủ, nhưng một cặp tin tặc đã thiết lập được tín hiệu cho Không quân. Đoàn xe Autobot-con người đi đến Mission City, Nevada để lấy một đài phát thanh hướng dẫn Lực lượng Không quân và đảm bảo khai thác AllSpark khi lực lượng Decepticons tấn công đoàn xe. Trong trận chiến sau đó, Brawl, Bonecrusher, Frenzy, Jazz và Blackout đều bị giết. Sam cố gắng đâm AllSpark vào ngực Megatron, giết chết hắn ta và phá hủy AllSpark. Optimus lấy một mảnh AllSpark từ xác chết của Megatron nhưng nhận ra rằng với sự hủy diệt của nó, quê hương Cybertron của họ không thể phục hồi. Chính phủ Hoa Kỳ ngừng hoạt động Khu vực 7 và đổ xác của những Decepticons bị đánh bại vào Laurentian Abyss. Sam và Mikaela bắt đầu mối quan hệ, và Optimus gửi tín hiệu cho các Autobot còn sống khác hướng họ đến Trái đất.

## Diễn viên

### Lồng tiếng
- Peter Cullen trong vai Optimus Prime: Thủ lĩnh của phe Autobot, người đã biến thành một chiếc xe tải sơ mi rơ mooc Peterbilt 379 màu xanh và đỏ năm 1994. Cullen trước đó đã lồng tiếng cho Optimus Prime trong phim hoạt hình gốc những năm 1980 và được chọn để đóng lại vai diễn của mình.
- Mark Ryan trong vai Bumblebee: Trinh sát Autobot và người bảo vệ mới của Sam, người biến thành Chevrolet Camaro màu vàng và đen (đầu tiên là mẫu 1976 và sau đó trong phim là mẫu 2007).
- Darius McCrary trong vai Jazz: Chỉ huy thứ hai của Optimus, người biến thành Pontiac Solstice màu bạc năm 2006.
- Robert Foxworth trong vai Ratchet: Nhân viên cứu thương Autobot biến thành xe cứu thương Hummer H2 màu vàng năm 2007.
- Jess Harnell trong vai
  - Ironhide: Chuyên gia vũ khí Autobot biến thành chiếc GMC Topkick C4500 đời 2006 màu đen.
  - Barricade: Trinh sát viên và thẩm vấn viên Decepticon biến thành một chiếc xe cảnh sát Saleen S281 màu đen 2007.
- Hugo Weaving trong vai Megatron: Thủ lĩnh của Decepticons, người biến thành máy bay phản lực Cybertronian màu bạc. Frank Welker được coi là sẽ đóng lại vai diễn của anh, nhưng theo lời bình luận trên DVD của bộ phim, Bay cho rằng giọng của anh ấy không phù hợp, vì vậy Weaving đã được chọn thay thế. Sau khi Weaving rời vai diễn, Welker trở lại lồng tiếng cho Megatron trong các phần tiếp theo.
- Jim Wood trong vai Bonecrusher: Người quét mìn Decepticon biến thành một chiếc xe chống mìn Buffalo H.
- Reno Wilson trong vai Frenzy: Hacker Decepticon và tay sai của Barricade, người biến thành một máy PGX Boombox, và sau đó là một chiếc máy Nokia 8800. Howard Stern đã được mời đóng vai nhưng đã từ chối khi người đại diện của anh ngăn cản anh ấy.[7][8]
- Charlie Adler trong vai Starscream: Chỉ huy thứ hai của Megatron, người biến thành một chiếc Lockheed Martin F-22 Raptor. Adler trước đây đã lồng tiếng cho một số nhân vật trong bộ truyện gốc, đáng chú ý nhất là Silverbolt.

### Những nhân vật không nói
- Blackout: Chỉ huy thứ ba của Megatron, người biến thành một chiếc trực thăng MH-53J Pave Low III.
- Brawl (được gọi là 'Devastator' trong chú thích): Chuyên gia phá hủy Decepticon biến thành xe tăng M1A1 Abrams được trang bị vũ khí.
- Scorponok: Một Decepticon giống bọ cạp và tay sai của Blackout.

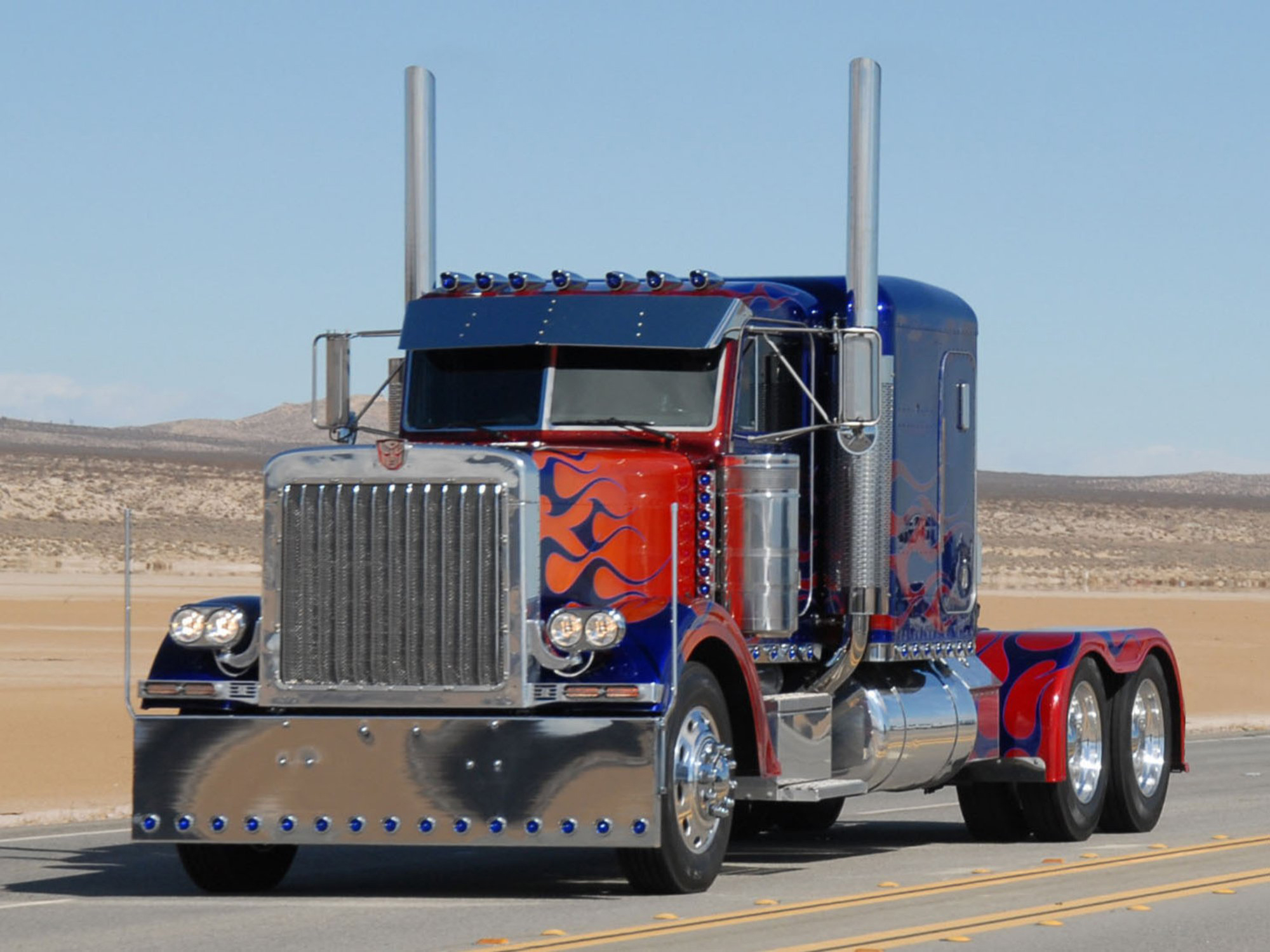
Chiếc xe Peterbilt 379 được sử dụng để miêu tả Optimus Prime
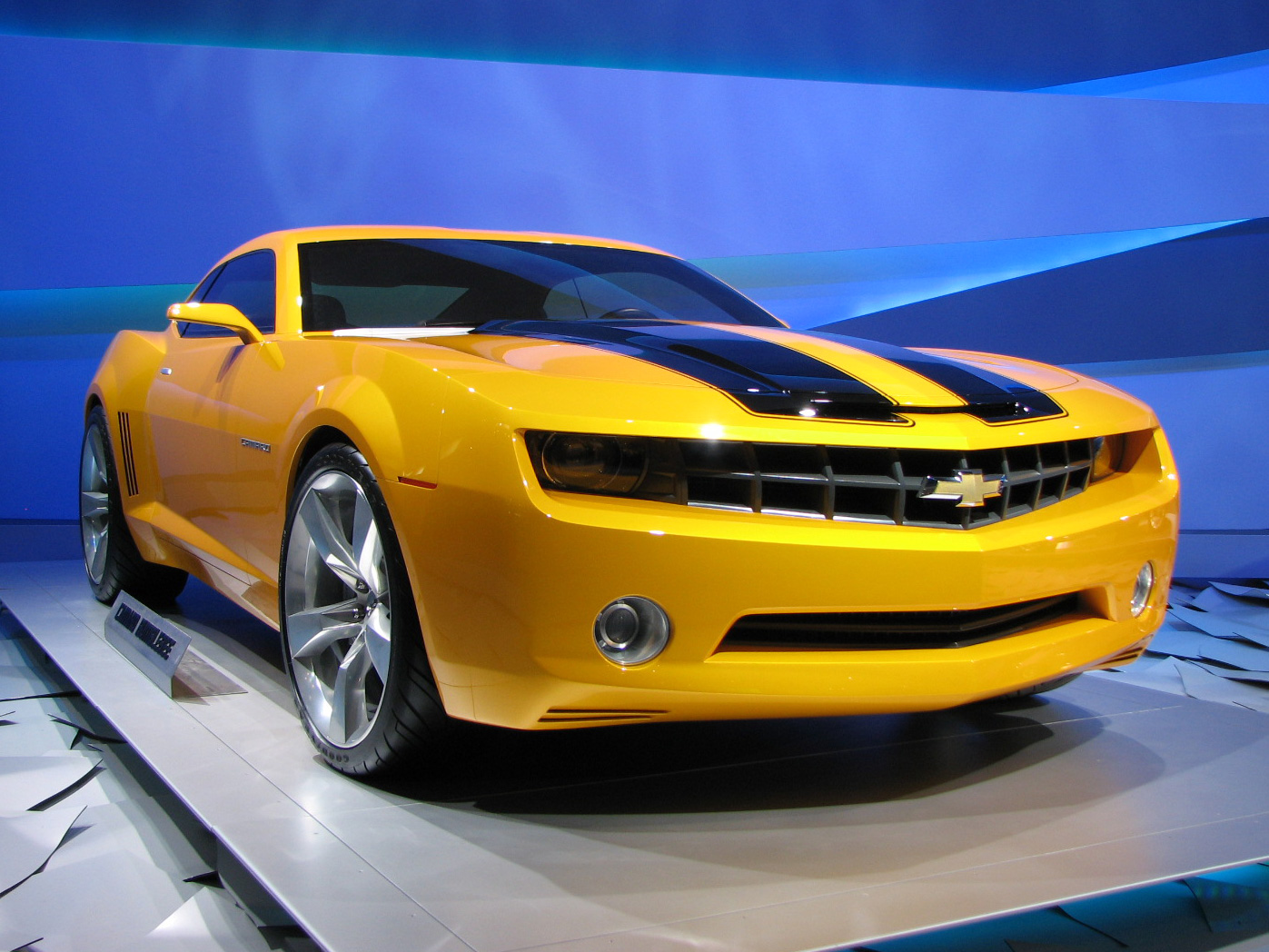
Một trong những chiếc xe Chevrolet Camaro được sử dụng để miêu tả Bumblebee
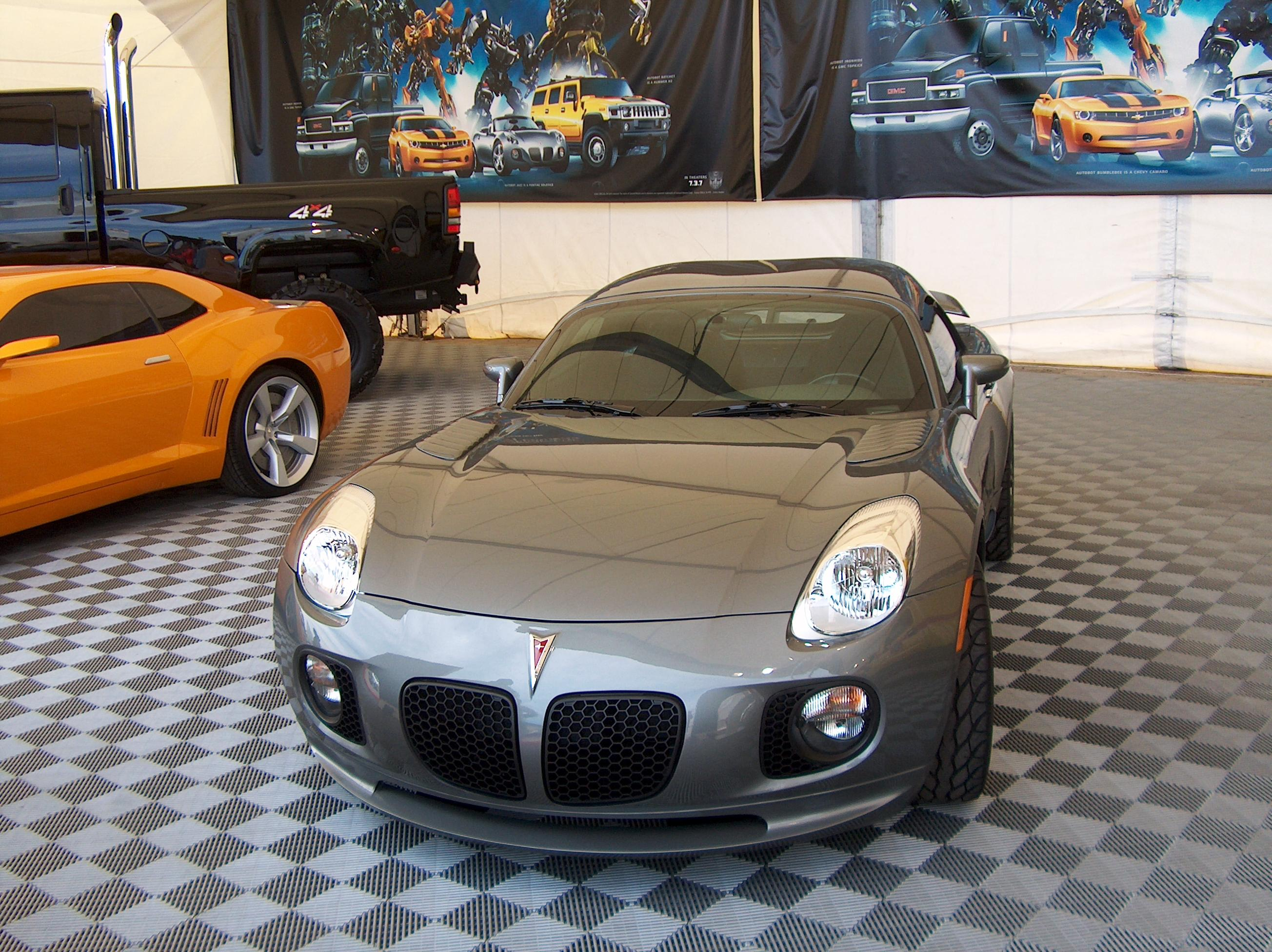
Chiếc xe Pontiac Solstice được sử dụng để miêu tả Jazz
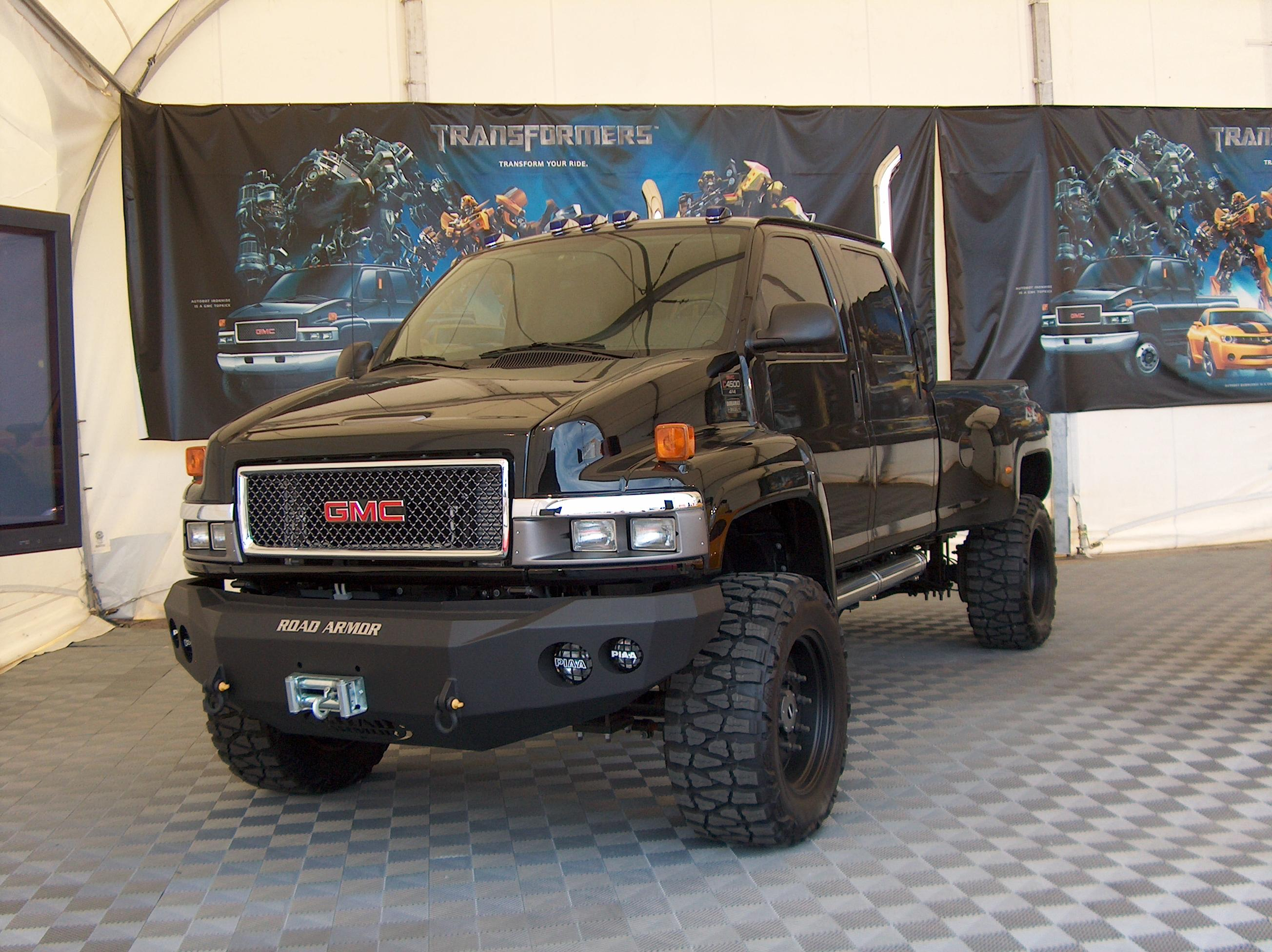
Chiếc xe GMC Topkick được sử dụng để miêu tả Ironhide
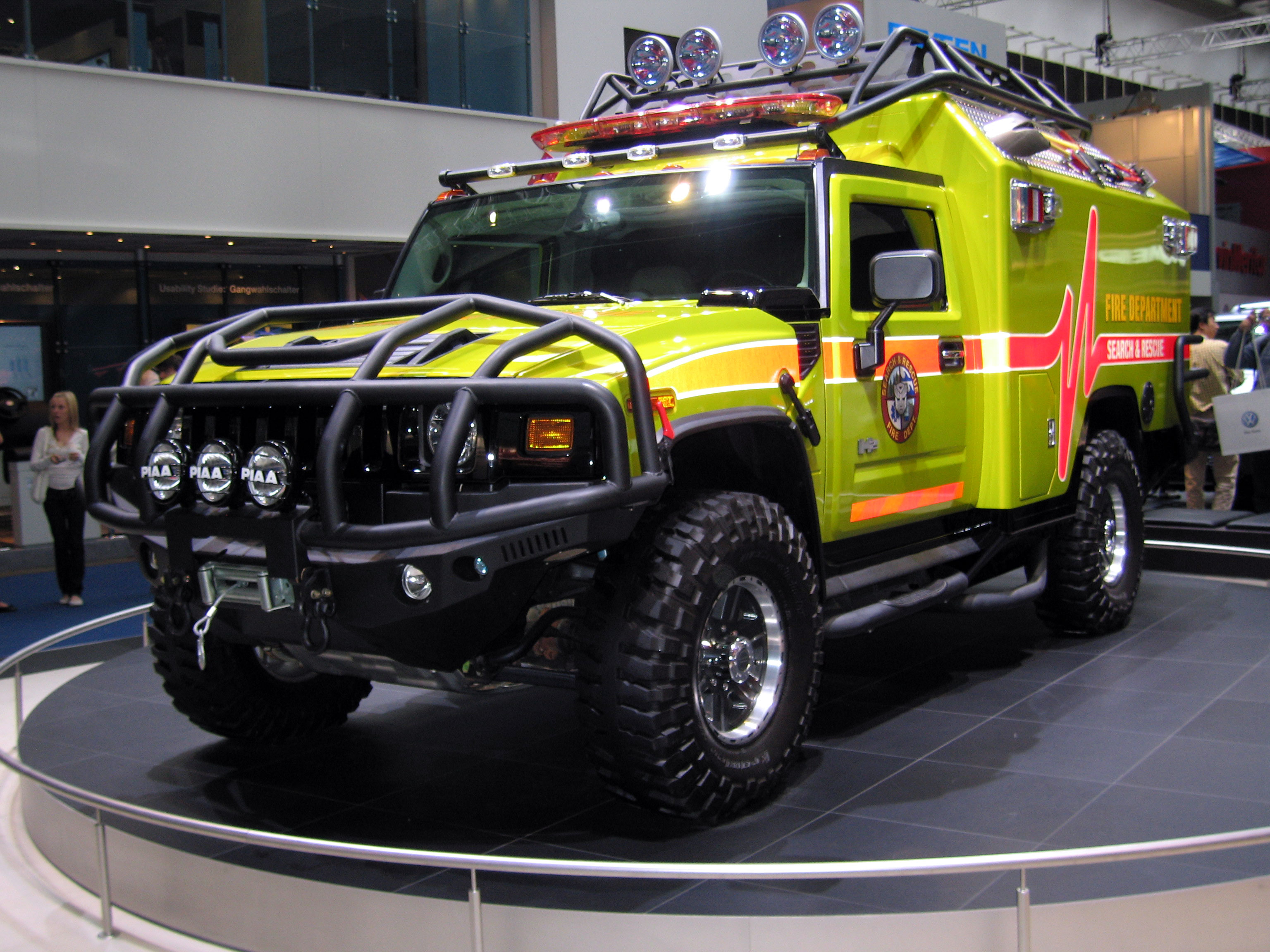
Chiếc xe Hummer H2 được sử dụng để miêu tả Ratchet

### Vai diễn con người
- Shia LaBeouf trong vai Sam Witwicky: Hậu duệ trẻ tuổi của một nhà thám hiểm Bắc cực tình cờ phát hiện ra một bí mật lớn trở thành niềm hy vọng cuối cùng của Trái Đất. Tên thật của Sam được gọi là Spike trong loạt phim hoạt hình gốc.
- Josh Duhamel trong vai Đại úy William Lennox: Một lãnh đạo tốt bụng và tận tâm của Đội Biệt động quân ở Qatar và đồng minh của chính anh ấy cùng với Sam và những người khác.
- Megan Fox trong vai Mikaela Banes: Một người bạn cùng lớp của Sam, người đã hỗ trợ anh ấy trong nhiệm vụ của mình bằng cách sử dụng những kỹ năng mà cô ấy đã học được khi còn là một tên trộm xe hơi vị thành niên từ người cha bị kết án của mình.
- Tyrese Gibson trong vai Trung sỹ Robert Epps: Một người điều khiển chiến đấu của Không quân Hoa Kỳ và trung sĩ kỹ thuật của một nhóm Hoạt động Đặc biệt  có trụ sở U.S. SOCCENT tại Qatar và người bạn thân nhất của Lennox. Trước khi Tyrese được chọn, Ashley Walters đã được tiếp cận cho vai diễn nhưng anh ấy đã từ chối khi ký hợp đồng với một tờ báo Độc lập ở Anh.[9]
- Rachael Taylor trong vai Maggie Madsen: Một cựu nhà phân tích dữ liệu NSA được tuyển bởi Bộ Quốc phòng Hoa Kỳ.
- Anthony Anderson trong vai Glen Whitmann: Người bạn hacker của Maggie.
- John Turturro trong vai Agent Major Seymour Simmons: Một đặc vụ của cơ quan công quyền Bộ phận nghiên cứu tiên tiến Khu vực 7.
- Jon Voight trong vai John Keller: Bộ trưởng Bộ Quốc phòng Hoa Kỳ.
- Michael O'Neill trong vai Tom Banachek: Người đứng đầu Khu vực 7.
- Kevin Dunn trong vai Ron Witwicky: Bố của Sâm. Không giống như Sam, tên thật của Ron được gọi là Sparkplug từ loạt phim truyền hình hoạt hình gốc.
- Julie White trong vai Judy Witwicky: Mẹ của Sam.
- Amaury Nolasco trong vai Jorge "Fig" Figueroa: Một người lính Hoạt động Đặc biệt sống sót sau vụ phá hủy căn cứ SOCCENT ở Qatar và cũng là thành viên trong đội của Đại úy Lennox.
- Zack Ward trong vai First Sergeant Donnelly: Một thành viên trong đội của Đại úy Lennox.
- W. Morgan Sheppard trong vai Thuyền trưởng Archibald Witwicky: Ông cố của Sam, người đã vô tình kích hoạt hệ thống định vị của Megatron khi khám phá Vòng Bắc Cực.
- Bernie Mac trong vai Bobby Bolivia: Một người bán xe đã qua sử dụng.
- John Robinson trong vai Miles Lancaster: Bạn thân của Sam.
- Travis Van Winkle trong vai Trent DeMarco: Bạn trai cũ của Mikaela.
- Glenn Morshower trong vai Đại tá Sharp (ghi nhận là "SOCCENT sergeant")

## Sản xuất

### Phát triển
Don Murphy ban đầu đã lên kế hoạch cho một sự chuyển thể thành phim G.I. Joe, nhưng khi Hoa Kỳ phát động cuộc xâm lược Iraq vào tháng 3 năm 2003, Hasbro đã đề xuất điều chỉnh nhượng quyền Transformers thay thế. Tom DeSanto tham gia Murphy vì anh ấy là một fan hâm mộ của series. Họ đã gặp tác giả truyện tranh Simon Furman, và trích dẫn phim hoạt hình và truyện tranh Generation 1 là ảnh hưởng chính của họ. Họ đã tạo thiết bị cốt truyện Ma trận sáng tạo của họ, mặc dù Murphy đã đổi tên nó vì loạt phim The Matrix, nhưng sau đó đã được sử dụng lại trong phần tiếp theo. DeSanto đã chọn viết nghiên cứu từ quan điểm của con người để thu hút khán giả, trong khi Murphy muốn nó có tông màu chân thực, gợi nhớ đến phim thảm họa. Bản nghiên cứu có các Autobot Optimus Prime, Ironhide, Jazz, Prowl, Arcee, Ratchet, Wheeljack, và Bumblebee, và các Decepticon Megatron, Starscream, Soundwave, Ravage, Laserbeak, Rumble, Skywarp và Shockwave.
Steven Spielberg, một fan hâm mộ của truyện tranh và đồ chơi, đã ký với tư cách giám đốc sản xuất vào năm 2004. John Rogers đã viết bản nháp đầu tiên, đọ sức với bốn Autobot chống lại bốn Decepticon, và giới thiệu tàu vũ trụ Ark. Roberto Orci và Alex Kurtzman, người hâm mộ phim hoạt hình, được thuê để viết lại kịch bản vào tháng 2 năm 2005. Spielberg gợi ý rằng "một chàng trai và chiếc xe của cậu ấy" nên là trọng tâm. Điều này hấp dẫn Orci và Kurtzman vì nó truyền tải các chủ đề về tuổi trưởng thành và trách nhiệm, "những thứ mà một chiếc ô tô đại diện cho Hoa Kỳ". Các nhân vật của Sam và Mikaela là quan điểm duy nhất được đưa ra trong bản thảo đầu tiên của Orci và Kurtzman. Transformers không có lời thoại, vì các nhà sản xuất sợ rằng những con rô-bốt biết nói sẽ trông thật lố bịch. Các nhà văn cảm thấy rằng ngay cả khi nó trông ngớ ngẩn, việc không có robot nói sẽ phản bội hội người hâm mộ. Bản nháp đầu tiên cũng có một cảnh chiến đấu ở Grand Canyon. Spielberg đọc từng bản nháp của Orci và Kurtzman và đưa ra các ghi chú để cải thiện. Các nhà biên kịch vẫn tham gia trong suốt quá trình sản xuất, thêm đoạn hội thoại bổ sung cho rô bốt trong quá trình trộn âm thanh (mặc dù không đoạn nào trong số này được giữ lại trong bộ phim cuối cùng, ngắn hơn mười lăm phút so với bản chỉnh sửa ban đầu). The Ultimate Guide của Furman, xuất bản bởi Dorling Kindersley, vẫn là nguồn tài nguyên cho các nhà văn trong suốt quá trình sản xuất. Prime Directive đã được sử dụng như một tiêu đề làm việc giả. Đây cũng là tên của sách truyện tranh Transformers đầu tiên của Dreamwave Productions.
Michael Bay được Spielberg yêu cầu đạo diễn vào ngày 30 tháng 7 năm 2005, nhưng ông bác bỏ bộ phim là một "bộ phim đồ chơi ngu ngốc". Bay cũng thừa nhận rằng ông cũng đã hoài nghi khi được đề nghị đạo diễn. Tuy nhiên, anh ấy muốn làm việc với Spielberg và nhận được sự tôn trọng mới đối với khái niệm này khi đến thăm Hasbro. Bay coi bản nháp đầu tiên "quá trẻ con" nên đã tăng vai trò của quân đội trong câu chuyện. Các nhà văn đã tìm kiếm nguồn cảm hứng từ G.I. Joe cho các nhân vật người lính, hãy cẩn thận để không trộn lẫn các thương hiệu. Bởi vì Orci và Kurtzman lo ngại bộ phim có thể giống như một quảng cáo tuyển quân, họ đã chọn làm cho quân đội tin rằng các quốc gia như Iran đứng sau cuộc tấn công Decepticon cũng như biến các Decepticon chủ yếu thành phương tiện quân sự. Bay dựa trên cuộc đấu tranh của Lennox để có được đường dây điện thoại của Lầu Năm Góc trong khi đấu tranh với một nhà điều hành vô ích từ một tài khoản thực mà anh ta được một người lính đưa cho khi làm việc trên một bộ phim khác.
Orci và Kurtzman đã thử nghiệm với nhiều robot từ loạt phim, cuối cùng chọn ra những nhân vật được các nhà làm phim yêu thích nhất để tạo thành dàn diễn viên cuối cùng. Bay thừa nhận rằng hầu hết các Decepticon đã được chọn trước khi tên hoặc vai trò của chúng được phát triển, vì Hasbro phải bắt đầu thiết kế đồ chơi. Một số tên của họ đã được thay đổi vì Bay buồn vì chúng đã bị rò rỉ. Optimus, Megatron, Bumblebee và Starscream là những nhân vật duy nhất có mặt trong mỗi phiên bản của kịch bản. Arcee là một Transformer nữ do Orci và Kurtzman giới thiệu, nhưng cô ấy đã bị cắt vì họ cảm thấy khó giải thích giới tính của người máy; Bay cũng không thích kiểu dáng mô tô của cô ấy, mà anh ấy thấy quá nhỏ. Ý tưởng ban đầu để các Decepticon đồng thời tấn công nhiều nơi trên thế giới cũng bị loại bỏ.
Các nhà sản xuất Lorenzo di Bonaventura và Ian Bryce cho biết bộ phim chỉ tiêu tốn 150 triệu đô la và gọi đây là "một món hời" so với những bộ phim bom tấn khác trong mùa hè đó có kinh phí lên tới 300 triệu đô la. Theo Kim Masters của NPR, thay vì khoe khoang về số tiền họ đã chi, các hãng phim không muốn thừa nhận ngân sách thực của họ và có nguy cơ lạm phát chi phí hơn nữa cho các dự án khác, và nguồn tin Hollywood của cô ấy nói rằng ngân sách của Transformers đã vượt qua 200 triệu đô la.

### Thiết kế

Các nhà làm phim đã kết hợp vật lý hợp lệ vào thiết kế của họ, thiết lập sự cần thiết phải có kích thước của robot tương ứng với kích thước ngụy trang của nó. Bố cục cơ thể robot của Optimus Prime trong chế độ xe tải của ông ấy được xem tại đây.

Các nhà làm phim đã tạo ra kích thước của mỗi rô-bốt có tính đến kích thước của chế độ phương tiện của chúng, hỗ trợ lý do cơ bản của Transformer cho lựa chọn cải trang của chúng trên Trái đất. Khái niệm về các nguyên mẫu du hành được phát triển bởi Roberto Orci khi ông thắc mắc tại sao "người ngoài hành tinh cải trang phương tiện đi lại cần các phương tiện khác để di chuyển". Điều này phản ánh mong muốn chuyển sang một diện mạo xa lạ hơn, tránh xa những Transformers "khối vuông" Thế hệ 1. Một ảnh hưởng lớn khác trong các thiết kế là áo giáp samurai, trả lại toàn bộ nguồn gốc của dòng đồ chơi Nhật Bản. Các robot cũng phải trông giống người ngoài hành tinh, nếu không chúng sẽ giống với các robot điện ảnh khác được tạo ra theo hình ảnh của con người.
Một thỏa thuận sắp xếp sản phẩm với General Motors đã cung cấp các hình thức thay thế cho hầu hết các Autobot, giúp tiết kiệm 3 triệu đô la cho quá trình sản xuất. GM cũng cung cấp gần hai trăm chiếc ô tô, hầu hết trong số đó đã bị hư hỏng do lũ lụt hoặc không thể bán được, sẽ bị phá hủy trong bối cảnh chiến trường cao trào. Quân đội Hoa Kỳ cung cấp hỗ trợ đáng kể, nâng cao tính hiện thực của bộ phim: bộ phim có những chiếc máy bay F-22, F-117, và V-22 Osprey, lần đầu tiên những chiếc máy bay này được sử dụng cho một bộ phim; những người lính đóng vai trò bổ sung, và đồng phục đích thực được cung cấp cho các diễn viên. Các máy bay A-10 Thunderbolt II và Lockheed AC-130 cũng xuất hiện. Cơ trưởng Christian Hodge nói đùa rằng ông phải giải thích với cấp trên rằng các nhà làm phim muốn miêu tả hầu hết các máy bay của họ là các Decepticon xấu xa: tuy nhiên, anh ấy nhận xét "mọi người yêu những kẻ xấu".

### Quay phim

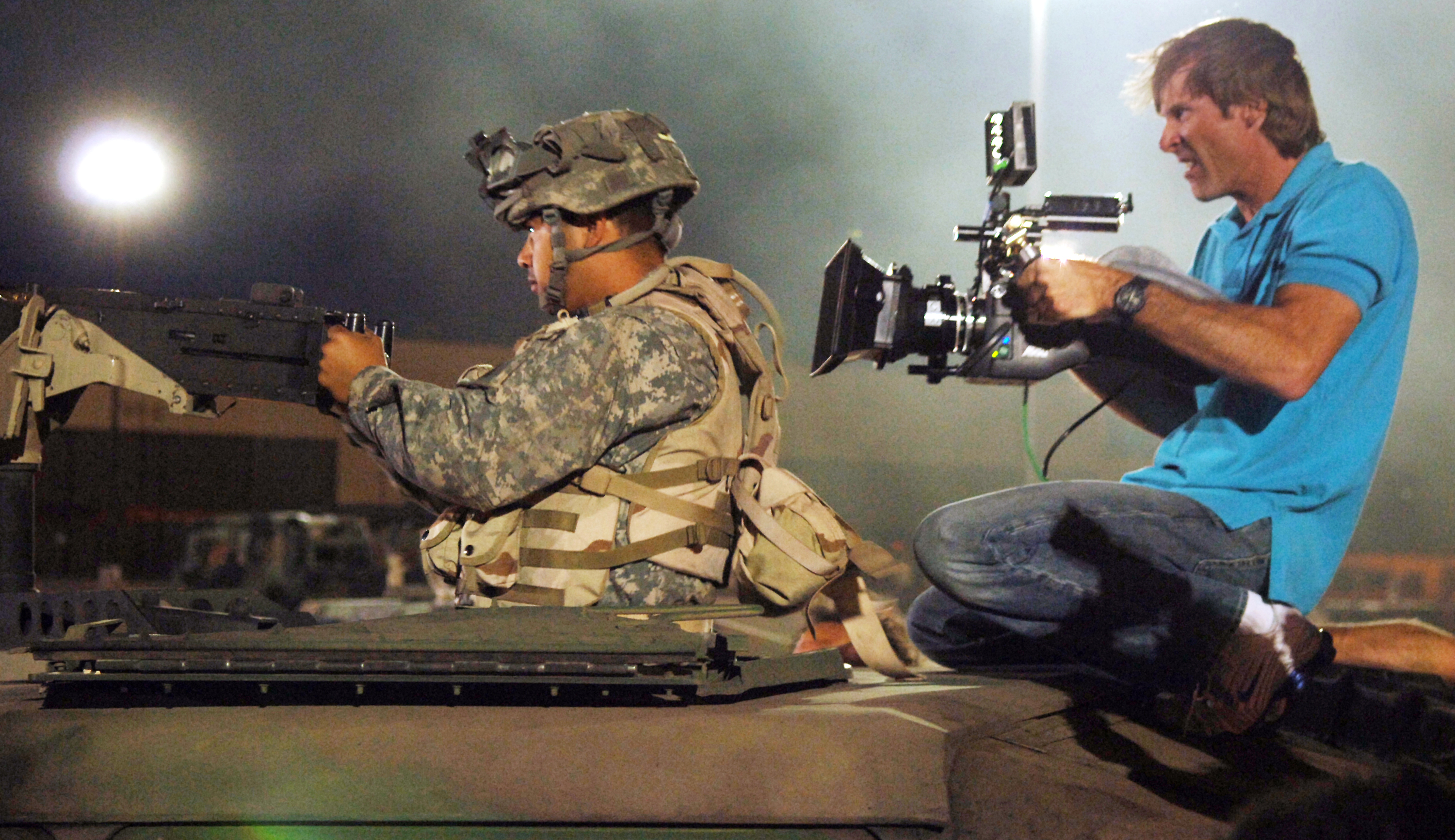
Đạo diễn Michael Bay quay phim tại Căn cứ Không quân Holloman

Để tiết kiệm tiền cho việc sản xuất, Bay đã giảm 30% phí thông thường của mình. Anh lên lịch quay 83 ngày, duy trì tốc độ cần thiết bằng cách thiết lập nhiều máy ảnh hơn mỗi ngày so với bình thường. Bay đã chọn quay bộ phim ở Hoa Kỳ thay vì Úc hoặc Canada, cho phép anh ấy làm việc với một đoàn làm phim mà ông quen thuộc và những người hiểu đạo đức làm việc của ông. Buổi chụp trước diễn ra vào ngày 19 tháng 4 năm 2006 và quay phim chính bắt đầu ba ngày sau đó tại Căn cứ Không quân Holloman, viết tắt của Qatar. Do sự phá hủy của chúng sau đó trong phim bởi Decepticon Blackout, phần lớn các cấu trúc quân sự hiển thị trên màn hình không phải là tài sản của Căn cứ Không quân Holloman, mà được mua trước khi quay phim từ một nhà sản xuất tư nhân về hệ thống trú ẩn quân sự, AKS Military. Để quay cảnh Scorponok tại Phạm vi tên lửa White Sands, quét đã được thực hiện để loại bỏ vật chưa nổ trước khi việc xây dựng một ngôi làng có thể bắt đầu; trớ trêu thay, ngôi làng sẽ bị nổ tung. Cảnh là chia nhỏ cho Người quản lý chiến đấu trên khôngbay trên máy bay AWACS, người đã ứng biến cuộc đối thoại như thể đó là một trận chiến thực sự.
Công ty cũng đã quay tại Hoover Dam và tại Lầu Năm Góc, lần đầu tiên kể từ sự kiện 11 tháng 9 mà các đoàn làm phim đã được phép đến những địa điểm này. Các cảnh quay bên ngoài Đập Hoover được quay trước khi khách du lịch đến hàng ngày vào lúc 10:00 sáng, với cảnh quay diễn ra bên trong thời gian còn lại của ngày. Quá trình sản xuất ở California được đặt tại Hughes Aircraft tại Playa Vista, nơi nhà chứa máy bay chứa Megatron được xây dựng. Sáu ngày cuối tuần được dành ở Los Angeles, California quay trận chiến đỉnh cao, với một số yếu tố được quay tại Universal Studios backlot và tại Detroit của Nhà ga trung tâm Michigan. Đoàn làm phim được phép quay tại Đài quan sát Griffith, nơi vẫn đóng cửa để cải tạo bắt đầu từ năm 2002 và sẽ mở cửa trở lại vào tháng 11 năm 2006.
Bộ phim đã được tìm thấy để sử dụng lại các cảnh quay từ bộ phim trước của Bay Pearl Harbor (2001).

### Hiệu ứng
Spielberg khuyến khích Bay hạn chế Công nghệ mô phỏng hình ảnh bằng máy tính đối với người máy và các yếu tố nền trong các phân cảnh hành động. Những pha nguy hiểm như Bonecrusher đâm xuyên qua một chiếc xe buýt đã được thực hiện một cách thực tế, trong khi các camera được đặt giữa các vụ va chạm và vụ nổ xe hơi để làm cho nó trông thú vị hơn. Công việc trên animatic bắt đầu vào tháng 4 năm 2005. Bay chỉ ra rằng ba phần tư hiệu ứng của bộ phim được thực hiện bởi Industrial Light & Magic, trong khi Digital Domain làm phần còn lại, bao gồm cả việc khám phá Bắc cực của Megatron; Đầu bị cắt đứt của Frenzy; một máy bán hàng đột biến bởi Allspark, và các nguyên mẫu của các Autobot. Nhiều nhà làm phim hoạt hình là những người hâm mộ cuồng nhiệt của Transformers và được tự do thử nghiệm: một cảnh trong đó Jazz tấn công Brawl là một tham chiếu đến một cảnh trong Race For The Artifact nơi Brixler nhảy lên Skylion.
ILM đã tạo ra các chuyển đổi do máy tính tạo ra trong sáu tháng vào năm 2005, xem xét từng inch của các mẫu xe hơi. Ban đầu, các phép biến đổi được thực hiện tuân theo các định luật vật lý, nhưng nó trông không đủ thú vị và đã được thay đổi để trôi chảy hơn. Bay từ chối sử dụng bề mặt kim loại lỏng cho khuôn mặt của các nhân vật, thay vào đó sử dụng phong cách tạo hình "lập phương Rubik". Ông muốn có nhiều bộ phận cơ học có thể nhìn thấy được để robot trông thú vị, chân thực, năng động và nhanh nhẹn hơn thay vì giống như những con thú ì ạch. Một trong những quyết định như vậy là để các bánh xe ở trên mặt đất càng lâu càng tốt, cho phép robot di chuyển xung quanh khi chúng thay đổi. Bay đã hướng dẫn các nhà làm phim hoạt hình quan sát cảnh quay của hai võ sĩ và nhiều phim chưởng để làm cho các trận chiến trông duyên dáng.
Do thiết kế phức tạp của Transformers, ngay cả chuyển động đơn giản nhất là xoay cổ tay cũng cần 17 bộ phận có thể nhìn thấy được; mỗi khẩu súng của Ironhide được làm từ mười nghìn bộ phận. Bumblebee sử dụng một mảnh bên dưới khuôn mặt của mình làm lông mày, các mảnh trên má xoay để giống như một nụ cười và tất cả các mắt của nhân vật đều được thiết kế để mở rộng và sáng lên. Theo Bay, "Các hiệu ứng hình ảnh phức tạp đến mức phải mất 38 giờ đáng kinh ngạc để ILM chỉ hiển thị một khung hình chuyển động"; điều đó có nghĩa là ILM phải tăng cơ sở xử lý của họ. Mỗi mảnh được kết xuất phải trông giống như kim loại thật, sáng bóng hoặc xỉn màu. Điều này rất khó để mô hình hóa vì những người máy già nua và đầy sẹo phải chuyển đổi từ những chiếc ô tô sạch. Các cảnh quay cận cảnh của rô-bốt được tăng tốc để trông "ngầu", nhưng ở các cảnh quay rộng, hoạt ảnh được làm chậm lại để minh họa một cách thuyết phục cảm giác về trọng lượng. Hình ảnh được chụp của mỗi bộ. Chúng được sử dụng làm tham chiếu cho môi trường ánh sáng, được tái tạo trong máy tính, vì vậy các rô-bốt sẽ trông giống như chúng đang di chuyển đến đó một cách thuyết phục. Bay, người đã chỉ đạo nhiều quảng cáo xe hơi, hiểu rằng dò tia là chìa khóa để làm cho robot trông như thật; các mô hình CG sẽ trông thực tế dựa trên mức độ môi trường phản chiếu trên cơ thể của chúng. Nhiều mô phỏng đã được lập trình vào rô-bốt, vì vậy các nhà làm phim hoạt hình có thể tập trung vào việc tạo hoạt ảnh cho những khu vực cụ thể cần thiết để có màn trình diễn thuyết phục.

### Âm nhạc
Nhà soạn nhạc Steve Jablonsky, người đã cộng tác với Bay trong The Island, ghi âm nhạc cho các đoạn giới thiệu trước khi bắt đầu làm việc trên chính bộ phim. Quá trình ghi hình diễn ra vào tháng 4 năm 2007, tại Sony Scoring Stage ở Culver City, California. Bản nhạc, bao gồm cả nhạc mở đầu, sử dụng sáu chủ đề chính xuyên suốt 90 phút âm nhạc. Các Autobot có ba bản nhạc chủ đề, một bản nhạc chủ đề tên là "Optimus" để thể hiện trí tuệ và lòng trắc ẩn của vị thủ lĩnh Autobot, và một bản nhạc chủ đề khác được chơi khi họ đến Trái Đất. Phe Decepticon có chủ đề vịnh xướng dựa trên thiết bị điện tử, không giống như hầu hết các bản nhạc. AllSpark cũng có nhạc hiệu riêng. Hans Zimmer, cố vấn của Jablonsky, cũng trợ giúp soạn nhạc.

## Phát hành
Transformers đã có buổi ra mắt trên toàn thế giới tại N Seoul Tower vào ngày 10 tháng 6 năm 2007. Buổi ra mắt ngày 27 tháng 6 của bộ phim tại Liên hoan phim Los Angeles đã sử dụng nguồn cấp dữ liệu vệ tinh kỹ thuật số trực tiếp để chiếu bộ phim lên màn hình. Buổi ra mắt diễn ra tại Rhode Island vào ngày 28 tháng 6, đây là một sự kiện miễn phí mang đến cho người tham dự cơ hội mua vé với giá 75 đô la để làm lợi cho bốn tổ chức từ thiện: Ngân hàng Thực phẩm Cộng đồng Rhode Island, Dự án Tự kỷ của Rhode Island, Nhận con nuôi Rhode Island, và Bệnh viện nhi Hasbro. Bộ phim được phát hành ở dạng IMAX vào ngày 21 tháng 9 năm 2007, với các cảnh quay bổ sung chưa được đưa vào bản chiếu rạp chung.

### Tiếp thị
Dòng đồ chơi của Hasbro cho bộ phim đã được tạo ra trong hơn hai tháng vào cuối năm 2005 và đầu năm 2006, với sự hợp tác chặt chẽ của các nhà làm phim. Protoform Optimus Prime và Starscream được phát hành tại Hoa Kỳ vào ngày 1 tháng 5 năm 2007 và đợt số liệu đầu tiên được phát hành vào ngày 2 tháng 6. Dòng các nhân vật nổi bật không có trong phim, bao gồm Arcee. Làn sóng thứ hai, có tựa đề "AllSpark Power", được phát hành vào cuối năm 2007, bao gồm các phiên bản sơn lại và rô-bốt của các phương tiện thông thường trong phim. Đồ chơi có "Công nghệ Automorph", trong đó các bộ phận chuyển động của đồ chơi cho phép các bộ phận khác tự động chuyển động. Hàng hóa cho bộ phim kiếm cho Hasbro $480 triệu trong năm 2007.
Thỏa thuận đã được thực hiện với 200 công ty để quảng bá bộ phim ở 70 quốc gia. Michael Bay đã đạo diễn các quảng cáo gắn liền cho General Motors, Panasonic, Burger King và PepsiCo, trong khi đạo cụ – bao gồm Camaro được sử dụng cho Bumblebee và AllSpark – được rao bán từ thiện trên eBay. Một trò chơi thực tế thay thế tiếp thị lan truyền đã được sử dụng thông qua trang web Khu vực 7, nơi giới thiệu bộ phim và tất cả các đồ chơi và phương tiện truyền thông Transformers trước đó như một phần của hoạt động che đậy có tên là "Hungry Dragon", được thực hiện bởi một Khu vực 7 "đời thực" để che giấu sự tồn tại của các Transformer chính hiệu. Trang web giới thiệu một số video trình bày "bằng chứng" về Transformers trên Trái đất, bao gồm cả một vai khách mời từ Bumblebee gốc.

### Phương tiện truyền thông gia đình
Transformers được phát hành trên DVD và HD DVD vào ngày 16 tháng 10 năm 2007 tại Bắc Mỹ. Phiên bản Wal-Mart của DVD bao gồm một phiên bản hoạt hình rút gọn của truyện tranh tiền truyện, có tiêu đề Transformers Beginnings và có giọng nói của Ryan, Cullen và Dunn, cũng như Welker trong vai Megatron. Bản sao của Target được đóng gói với hộp DVD Optimus Prime biến hình và một cuốn truyện tranh tiền truyện về các Decepticon. DVD đã bán được 8,3 triệu bản trong tuần đầu tiên, trở thành DVD bán chạy nhất năm 2007 ở Bắc Mỹ và bán được 190.000 bản trên HD DVD, đây là lần ra mắt lớn nhất trên định dạng này. Các đĩa DVD đã bán được 13,74 triệu bản, khiến bộ phim trở thành tựa DVD ăn khách nhất năm 2007.
Bộ phim được phát hành trên Blu-ray vào ngày 2 tháng 9 năm 2008. Trong tuần đầu tiên, ấn bản hai đĩa của Blu-ray đã đứng đầu về doanh số so với các phim khác ở định dạng này. Phiên bản Blu-ray chiếm 2/3 doanh số bán DVD của bộ phim trong tuần đầu tiên, bán nhiều thứ ba trong tổng doanh số bán DVD. Vào ngày 16 tháng 6 năm 2009, Paramount đã đính kèm một nhãn dán trên tất cả các DVD Transformers mới chứa mã để xem nội dung độc quyền trực tuyến từ bộ phim đầu tiên và xem trước Transformers: Revenge of the Fallen. Nội dung bao gồm ba clip độc quyền của Revenge of the Fallen, cảnh hậu trường của cả hai phần phim và những cảnh bị xóa chưa từng thấy từ phần phim đầu tiên. Tính đến tháng 7 năm 2012, tại Bắc Mỹ, DVD của phim đã bán được 16,23 triệu bản, thu về $292,144,274.
Transformers được phát hành trên 4K UHD Blu-Ray vào ngày 5 tháng 12 năm 2017.

## Đón nhận

### Phòng vé
Transformers có tổng doanh thu trên mỗi màn hình và mỗi rạp chiếu phim cao nhất trong năm 2007 ở Bắc Mỹ. Phim được phát hành vào ngày 3 tháng 7 năm 2007 với các suất chiếu sớm 8 giờ tối vào ngày 2 tháng 7. Các bản xem trước tại Hoa Kỳ kiếm được 8,8 triệu đô la và trong ngày đầu tiên công chiếu chung, phim đã thu về 27,8 triệu đô la, một kỷ lục về tổng doanh thu phòng vé thứ Ba cho đến khi bị phá bởi The Amazing Spider-Man năm 2012. Tuy nhiên, nó đã phá vỡ kỷ lục của Spider-Man 2 về doanh thu lớn nhất vào ngày 4 tháng 7, kiếm được 29 triệu đô la. Transformers đã ra mắt tại hơn 4.050 rạp chiếu ở Bắc Mỹ và thu về 70,5 triệu đô la trong cuối tuần đầu tiên, ra mắt ở vị trí số 1 và có doanh thu đạt 155,4 triệu USD trong tuần mở màn, lập kỷ lục tuần mở màn lớn nhất đối với phim không có hậu truyện. Doanh thu mở màn tại Hoa Kỳ cao hơn 50% so với những gì Paramount Pictures dự kiến. Một giám đốc điều hành cho rằng lời truyền miệng đã giải thích với các bậc cha mẹ rằng "việc đưa bọn trẻ [được] là ổn". Transformers đã kết thúc thời gian chiếu rạp ở Hoa Kỳ và Canada với tổng doanh thu là 319,2 triệu USD, trở thành bộ phim có doanh thu cao thứ ba trong năm 2007 ở những khu vực này sau Spider-Man 3 và Shrek the Third. Phim đã bán được ước tính 46.402.100 vé ở Bắc Mỹ.
Phim được phát hành tại 10 thị trường quốc tế vào ngày 28 tháng 6 năm 2007, bao gồm Úc, New Zealand, Singapore, và Philippines. Transformers đã kiếm được 29,5 triệu đô la trong tuần đầu tiên công chiếu, đứng đầu phòng vé ở 10 quốc gia. Nó đã thu về 5,2 triệu đô la ở Malaysia, trở thành bộ phim thành công nhất trong lịch sử của đất nước. Transformers khởi chiếu tại Trung Quốc vào ngày 11 tháng 7 và trở thành phim nước ngoài có doanh thu cao thứ hai tại quốc gia này (sau Titanic), thu về 37,3 triệu USD. Công chiếu ở đó đã lập kỷ lục cho một bộ phim nói tiếng nước ngoài, kiếm được 3 triệu đô la. Bộ phim chính thức được phát hành tại Vương quốc Anh vào ngày 27 tháng 7, thu về 8,7 triệu bảng Anh và góp phần tạo nên kỷ lục người xem lớn nhất từ trước đến nay vào cuối tuần đó. Nó đứng thứ hai tại phòng vé Vương quốc Anh, sau The Simpsons Movie. Ở Hàn Quốc, Transformers ghi nhận lượng khán giả lớn nhất cho một bộ phim nước ngoài vào năm 2007 và doanh thu nước ngoài cao nhất của bộ phim.
Trên toàn thế giới, Transformers là phim không có phần tiếp theo có doanh thu cao nhất năm 2007 với hơn 709,7 triệu đô la, trở thành phim có doanh thu cao thứ tư của Bay cho đến nay, với ba phần tiếp theo của nó vượt qua nó. Đây cũng là bộ phim có doanh thu cao thứ năm trong năm 2007 trên toàn thế giới, sau Pirates of the Caribbean: At World's End, Harry Potter and the Order of the Phoenix, Spider-Man 3 và Shrek the Third.

### Phê bình
Trang web tổng hợp đánh giá Rotten Tomatoes đã đánh giá bộ phim là 57% dựa trên 228 bài đánh giá và điểm trung bình là 5,8/10. Sự đồng thuận quan trọng của trang web là, "Mặc dù các nhân vật đáng tin cậy rất khó xuất hiện trong Transformers, các hiệu ứng thật đáng kinh ngạc và hành động thật thú vị." Trên Metacritic, bộ phim có điểm trung bình là 61 trên 100 dựa trên 35 nhà phê bình, cho thấy "các bài đánh giá nhìn chung là thuận lợi".
Todd Gilchrist của IGN gọi đây là bộ phim hay nhất của Bay, và "một trong số ít trường hợp bạn có thể tận hưởng điều gì đó vừa thông minh vừa ngu ngốc cùng một lúc, chủ yếu là vì điều đó không thể phủ nhận cũng rất vui". Sean Fewster của The Advertiser nhận thấy các hiệu ứng hình ảnh liền mạch đến mức "bạn có thể tin rằng bằng cách nào đó hãng phim đã tạo ra trí tuệ nhân tạo". Lisa Kennedy của The Denver Post ca ngợi việc mô tả các rô-bốt là có "quy mô và sự thân mật được kết xuất đáng tin cậy", và người dẫn chương trình ABC Margaret Pomeranz đã rất ngạc nhiên khi "một người hoàn toàn mới biết đến hiện tượng Transformers như tôi lại tham gia vào số phận của những cỗ máy khổng lồ này". Drew McWeeny của Ain't It Cool News cảm thấy hầu hết các diễn viên đều có cơ sở cho câu chuyện và rằng "nó có một cảm giác kỳ diệu thực sự, một trong những điều còn thiếu ở rất nhiều buổi trình diễn ánh sáng CGI lớn được phát hành ngày nay". Tác giả Peter David thấy nó thú vị một cách lố bịch và nói rằng "[Bay] cố gắng giữ vững sự hoài nghi của khán giả đủ lâu để chúng tôi chuyển sang một số cảnh chiến đấu thực sự ngoạn mục". Roger Ebert đã đánh giá tích cực về bộ phim, cho bộ phim 3 sao trên tổng số 4 sao có thể, viết: "Thật thú vị khi có nhiều thứ bùng nổ thực sự hay, và nó không chỉ có duyên nhận ra cách thật phi lý, nhưng để biến nó thành một tài sản."
Phản ứng với cốt truyện của con người là hỗn tạp. Kirk Honeycutt của The Hollywood Reporter thích "làm thế nào một cốt truyện tuổi teen bị ràng buộc vào ngày tận thế", trong khi Ian Nathan của Empire ca ngợi Shia LaBeouf là "một diễn viên hài thông minh, bẩm sinh, [người] san bằng sự thẳng thừng của câu chuyện đồ chơi này bằng một giọng điệu mỉa mai". Người sáng lập Ain't It Cool News Harry Knowles cảm thấy phong cách của Bay mâu thuẫn với phong cách của Spielberg, cho rằng câu chuyện quân sự chỉ có tác dụng làm Sam mất tập trung. James Berardinelli ghét bộ phim vì anh ấy không kết nối được với các nhân vật ở giữa hành động, điều mà anh ấy thấy tẻ nhạt. Kenneth Turan của Los Angeles Times nhận thấy con người "vô hồn một cách kỳ lạ, làm rất ít ngoài việc đánh dấu thời gian cho đến khi những món đồ chơi lớn đó lấp đầy màn hình", trong khi Joshua Starnes của ComingSoon.net cảm thấy Transformers "hoàn toàn đáng tin cậy, cho đến khi họ mở miệng nói chuyện, khi họ trở lại thành những nhân vật hoạt hình xấu xa". Matt Arado của Daily Herald khó chịu vì "Transformers [chỉ] ít hơn nhân vật phụ một chút", và cảm thấy hành động trung gian chậm chạp. Tom Charity của CNN đã đặt câu hỏi về ý tưởng làm một bộ phim dựa trên đồ chơi và cảm thấy nó sẽ "làm nổi bật nhóm nhân khẩu học trẻ tuổi [...] nhưng khiến phần còn lại của chúng tôi tự hỏi liệu Hollywood có thể đặt mục tiêu thấp hơn không".

## Tương lai
Bộ phim thứ hai, Revenge of the Fallen được phát hành vào ngày 24 tháng 6 năm 2009. Bộ phim thứ ba, Dark of the Moon được phát hành vào ngày 29 tháng 6 năm 2011. Bộ phim thứ tư, Age of Extinction được phát hành vào ngày 27 tháng 6 năm 2014 và là bộ phim thứ năm có tựa đề The Last Knight được phát hành vào ngày 21 tháng 6 năm 2017. Revenge of the Fallen, Dark of the Moon và Age of Extinction là những thành công tài chính, trong khi The Last Knight thất bại tại phòng vé. Các phần tiếp theo đã nhận được hầu hết các đánh giá tiêu cực.
Bộ phim thứ sáu Bumblebee được phát hành vào ngày 21 tháng 12 năm 2018 với những đánh giá tích cực. Đây là bộ phim được đánh giá cao nhất trong loạt phim Transformers. Bộ phim thứ bảy Rise of the Beasts được phát hành vào ngày 9 tháng 6 năm 2023 với nhiều ý kiến lẫn lộn.